# العلاقات الجورجية الماليزية
العلاقات الجورجية الماليزية هي العلاقات الثنائية التي تجمع بين جورجيا وماليزيا.

## مقارنة بين البلدين
هذه مقارنة عامة ومرجعية للدولتين:
| وجه المقارنة                                              | جورجيا                          | ماليزيا       |
| --------------------------------------------------------- | ------------------------------- | ------------- |
| المساحة (كم2)                                             | 69.70 ألف                       | 330.29 ألف    |
| عدد السكان (نسمة)                                         | 3.72 مليون                      | 31.62 مليون   |
| الكثافة السكانية (ن./كم²)                                 | 53.37                           | 95.73         |
| العاصمة                                                   | تبليسي، كوتايسي                 | كوالالمبور    |
| اللغة الرسمية                                             | اللغة الجورجية، اللغة الأبخازية | لغة ماليزية   |
| العملة                                                    | لاري جورجي                      | رينغيت ماليزي |
| الناتج المحلي الإجمالي (بليون دولار)                      | 15.16 مليار                     | 314.50 مليار  |
| الناتج المحلي الإجمالي (تعادل القوة الشرائية) بليون دولار | 35.68 مليار                     | 817.43 مليار  |
| الناتج المحلي الإجمالي الاسمي للفرد دولار أمريكي          | 3.79 ألف                        | 9.77 ألف      |
| الناتج المحلي الإجمالي للفرد دولار أمريكي                 |                                 | 25.64 ألف     |
| مؤشر التنمية البشرية                                      | 0.754                           | 0.779         |
| رمز المكالمات الدولي                                      | +995                            | +60           |
| رمز الإنترنت                                              | .ge، .გე ‏                       | .my           |
| المنطقة الزمنية                                           | ت ع م+04:00                     | ت ع م+08:00   |

## منظمات دولية مشتركة
يشترك البلدان في عضوية مجموعة من المنظمات الدولية، منها:
| علم المنظمة | اسم المنظمة                   | تاريخ انضمام جورجيا | تاريخ انضمام ماليزيا |
| ----------- | ----------------------------- | ------------------- | -------------------- |
|             | يونسكو                        | 7 أكتوبر 1992       | 16 يونيو 1958        |
|             | الفريق المعني برصد الأرض      | ?                   | ?                    |
|             | مؤسسة التمويل الدولية         | 29 يونيو 1995       | 20 مارس 1958         |
|             | مؤسسة التنمية الدولية         | 31 أغسطس 1993       | 24 سبتمبر 1960       |
|             | منظمة التجارة العالمية        | 14 يونيو 2000       | ?                    |
|             | الاتحاد البريدي العالمي       | ?                   | ?                    |
|             | الاتحاد الدولي للاتصالات      | 7 يناير 1993        | 3 فبراير 1958        |
|             | الأمم المتحدة                 | 31 يوليو 1992       | 17 سبتمبر 1957       |
|             | البنك الدولي للإنشاء والتعمير | 7 أغسطس 1992        | 7 مارس 1958          |
|             | المنظمة الهيدروغرافية الدولية | ?                   | ?                    |

## وصلات خارجية
- موقع وزارة الخارجية الجورجية
- موقع وزارة الخارجية الماليزية